# Richard Neal
Richard Edmund Neal (født 14. februar 1949) er en amerikansk politiker, der har fungeret som USA's repræsentant for Massachusetts' 1. kongresdistrikt siden 1989. Distriktet, nummereret som 2. distrikt fra 1989 til 2013, omfatter Springfield, West Springfield, Pittsfield, Holyoke, Agawam, Chicopee og Westfield, og er meget mere landligt end resten af staten. som medlem af det demokratiske parti, har været Neal været dekan for Massachusetts's delegation til USA's Repræsentanternes Hus siden 2013, og han er også dekan for New England House-delegationerne.